# Emil Novák
Emil Novák (* 12. dubna 1989 Zábřeh) je bývalý český snowboardista, který závodil ve snowboardcrossu v letech 2006–2015.
Ve Světovém poháru debutoval v roce 2008, jeho nejlepším umístěním je 19. místo závodu v kanadském Blue Mountain v roce 2013. Pravidelně se účastnil mistrovství světa, nejlépe obsadil 16. příčku na MS 2013. Startoval také na Zimních olympijských hrách 2014, kde vypadl v osmifinále a skončil na 25. místě.